# Vosnæsgård
Vosnæsgård er en hovedgård ved Løgten nord for Aarhus i Skødstrup Sogn, Øster Lisbjerg Herred og Aarhus Kommune.
Gården er kendt siden middelalderen, hvor den nævnes som landsbyhovedgård ved de to bondebyer Vosnæs og Indrup. Den først kendte ejer Oluf Jepsen nævnes i 1486. Den nuværende hovedbygning er bygget af arkitekt August Klein i 1897. Under 2. verdenskrig blev godset besat af tyskerne og brugt som militærskole og gennemgik derfor en omfattende renovering i årene efter krigen.
Godset har et samlet areal på 725 hektar, heraf 458 hektar agerbrug (konventionelt landbrug) og 251 hektar skov (traditionel skovdrift). Desuden jagtvæsen og husudlejning.
Vosnæs Gods med Studstrupgård ejes i dag af Kristian Adam greve Knuth, og har været i slægtens besiddelse siden 1869.

## Ejere af Vosnæsgård
- (1486-1500) Oluf Jepsen
- (1500-1507) Ebbe Strangesen Bild
- (1507-1597) Slægten Bild
- (1597) Karen Strangesdatter Bild gift Juel
- (1597-1608) Christen Juel
- (1608-1629) Karen Strangesdatter Bild gift Juel
- (1629-1641) Lisbeth Albertsdatter Friis / Anne Albertsdatter Friis gift Rosenkrantz
- (1641-1651) Lisbeth Albertsdatter Friis / Sophie Albertsdatter Friis
- (1651-1665) Ebbe Gyldenstjerne
- (1665-1681) Erik Rosenkrantz
- (1681-1716) Margrethe Krabbe gift Rosenkrantz
- (1716) Iver Rosenkrantz
- (1716-1741) Joachim von Gersdorff
- (1741-1757) Christian Rudolph von Gersdorff
- (1757-1808) Poul Rosenørn Gersdorff
- (1808-1827) Jørgen Mørch Secher / Niels Secher / Peter Severin Fønss
- (1827-1835) Ditmar Friedrich von Ladiges
- (1835-1857) Johan Wilhelm Cornelius Krieger
- (1857-1859) Anne Sophie Rawert gift Krieger
- (1859-1869) J.V. Saxtorph
- (1869-1889) Adam Carl Vilhelm greve Knuth
- (1889-1927) Gebhard Frederik Hermann greve Knuth
- (1927-1966) Torben Christopher greve Knuth
- (1966-2020) Adam Kristian greve Knuth
- (2020-) Kristian Adam greve Knuth